# Callionymus kanakorum
Callionymus kanakorum là một loài cá biển thuộc chi Callionymus trong họ Cá đàn lia. Loài này được mô tả lần đầu tiên vào năm 2006.

## Phân bố và môi trường sống
C. kanakorum có phạm vi phân bố ở Tây Thái Bình Dương. Loài này chỉ được biết đến ở xung quanh đảo chính Grande Terre của New Caledonia. C. kanakorum sống trên đáy cát, được tìm thấy ở độ sâu hơn 110 đến 180 m.

## Mô tả
Chiều dài tối đa được ghi nhận ở C. kanakorum là khoảng 6,8 cm. C. kanakorum là loài dị hình giới tính: cá đực có màu sẫm hơn đôi chút so với cá mái, đặc biệt là ở vây lưng thứ hai và vây hậu môn. Màu sắc của các mẫu tiêu bản (cá đực và cá mái) đã được bảo quản trong rượu: Đầu và thân có màu trắng kem (phần thân dưới màu trắng); má vàng; ngực trắng. Phía trên gốc vây ngực với một đốm đen hình chữ Y. Mắt có màu xám bạc đến nâu xám. Lưng có các vệt đốm màu đen. Hai bên thân (ở phía dưới đường bên) có một hàng đốm màu xám đen. Vây lưng thứ nhất màu trắng với một đốm đen lớn trên màng vây thứ 2 và 3. Vây lưng thứ hai trong mờ, rìa màu xám. Vây hậu môn màu trắng, có một dải đen ở rìa. Vây đuôi có màu trắng, với một dải đen ở 1/3 đuôi dưới. Vây ngực trong mờ. Vây bụng có màu trắng với nhiều đốm đen nhỏ ở tia thứ 4 và thứ 5.
Số gai ở vây lưng: 4; Số tia vây mềm ở vây lưng: 9; Số gai ở vây hậu môn: 0; Số tia vây mềm ở vây hậu môn: 9; Số tia vây mềm ở vây ngực: 20 - 22; Số gai ở vây bụng: 1; Số tia vây mềm ở vây bụng: 5.